# Мир в Крепи
Мир в Крепи́ — мирный договор, заключённый 18 сентября 1544 года в Крепи (Пикардия) между императором Священной Римской империи Карлом V и французским королём Франциском I. Восстановил статус-кво после четырёх бесплодных итальянских войн между Францией и Габсбургами.
По условиям мира Франциск I отказался от своих завоеваний в Италии, в частности от Миланского герцогства и принадлежащего Испании Неаполитанского королевства. Карл V, в свою очередь, отказался от притязаний на Бургундию. Кроме этого, Франциск обещал Карлу военную помощь в борьбе против Османской империи. В тайном протоколе к договору король Франции был готов также предоставить Карлу около 10 000 солдат и 600 всадников на борьбу с протестантами. Один из сыновей Франциска должен был жениться на габсбургской принцессе и получить в наследство Миланское герцогство или Испанские Нидерланды.
Заключение договора позволило Карлу V сконцентрировать силы в борьбе против Шмалькальденского союза и Османской империи.